# 조선로동당

조선로동당의 구조

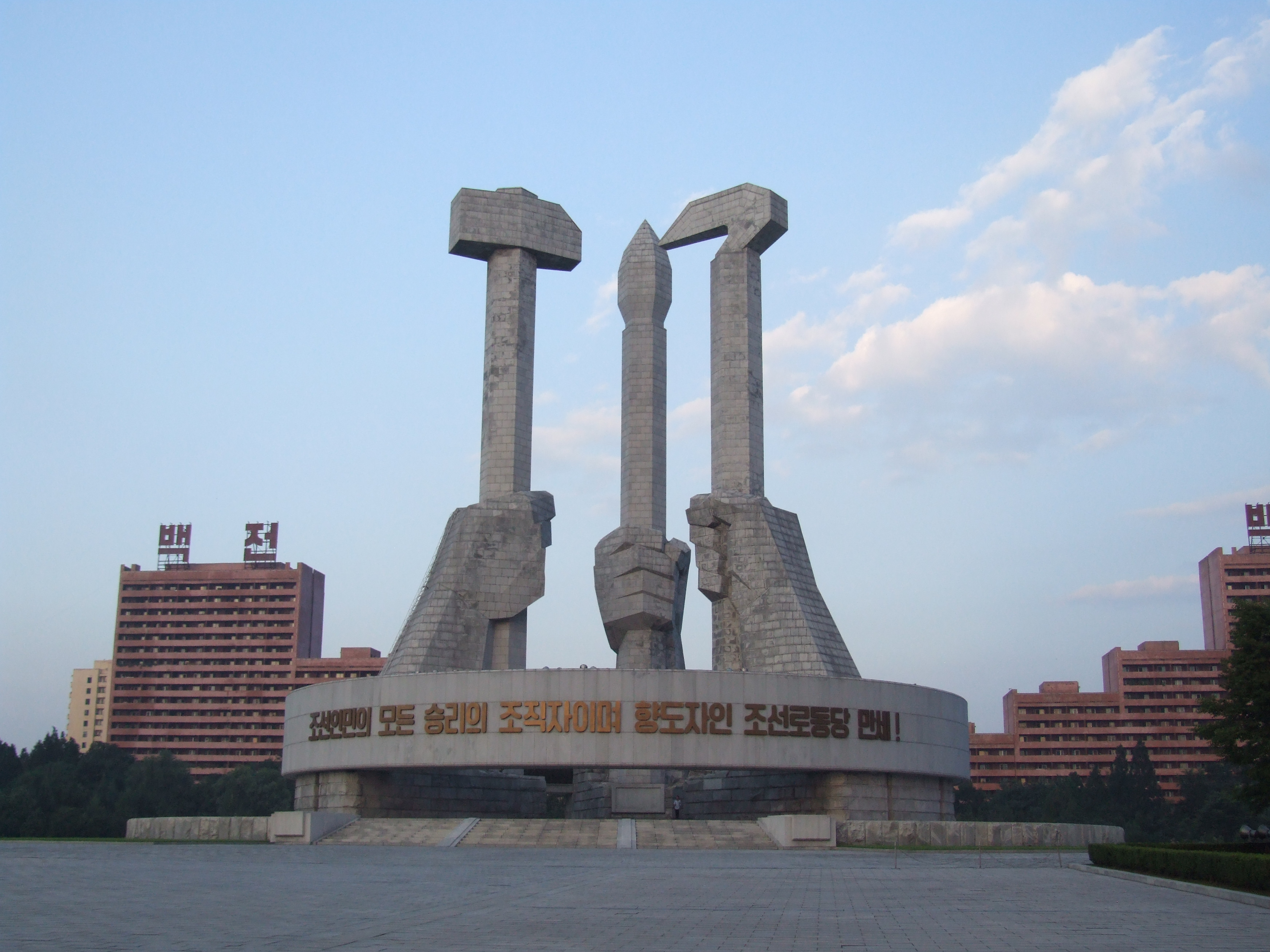
평양 당창건기념탑

조선로동당 창건 70주년 기념 포스터

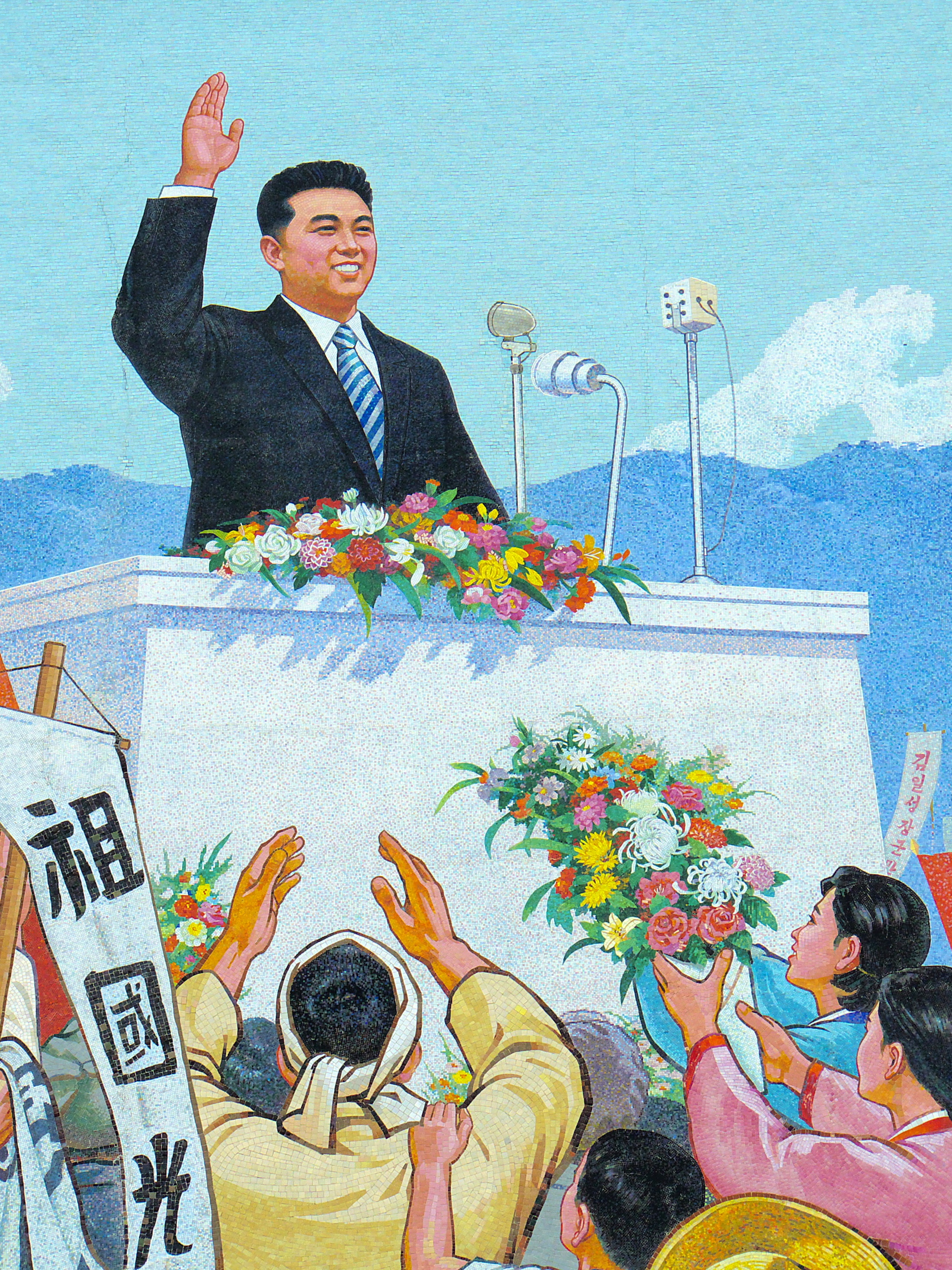
1945년 평양으로 귀환한 김일성이 연설하는 모습을 주제로 한 평양의 모자이크 벽화

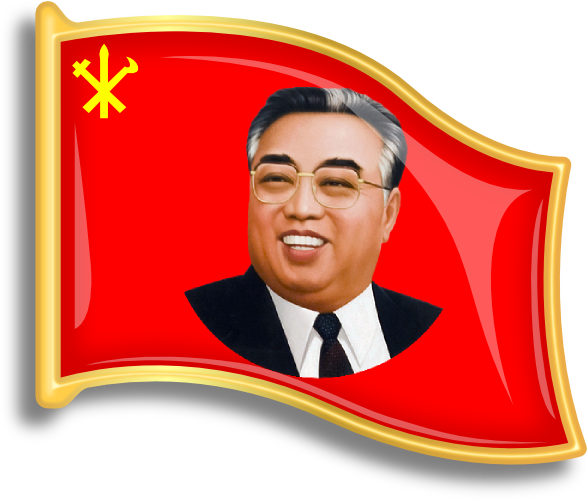
과거 조선로동당 당원들의 배지

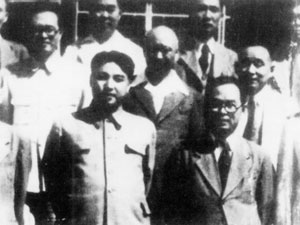
1948년 평양에서 찍은 김일성 (왼쪽)과 박헌영

조선로동당(朝鮮勞動黨 표준어: 조선노동당, 영어: Workers' Party of Korea, WPK)은 조선민주주의인민공화국의 유일 집권 정당이다. 조선사회민주당 및 조선천도교청우당과 같은 당이 존재하지만 형식적인 야당이자 관제야당(우당)에 불과하다. 실제 정치권력은 조선로동당에 집중되어 있으며, 이는 《사회주의헌법》 제11조의 "조선민주주의인민공화국은 조선로동당의 영도 밑에 모든 활동을 진행한다"라는 구절에 규정되어 있다.
조선로동당에서 표범하는 공식 이념은 1972년 발표된 주체사상이며, 1994년부터는 선군정치도 함께 내세우고 있다. 냉전 초기에는 마르크스-레닌주의를 내걸었으나, 1970년대부터는 독자노선을 걷고 있다.
대한민국에서는 국가보안법에 따라 활동이 금지되어 있으며, 미국 등 일부 국가가 이 정당의 활동을 법적으로 제지하고 있으나 대한민국과는 달리 테러조직으로 간주하지 않는다.

## 역사
조선민주주의인민공화국의 학계는 조선로동당의 기원을 김일성이 세웠다는 타도제국주의동맹에서 찾는다. 그 밖에도 타도제국주의동맹 외에 조선공산당의 북조선분국을 뿌리로 하는 계열도 있다. 이 계열이 조선로동당의 실질적 기원이 되었다.
1945년 9월 11일 국내파 공산주의자들이 서울에 조선공산당을 재건했는데, 이 사태를 지켜보던 소비에트 연방은 1국 1당주의라는 명분을 위해 같은 해 10월 10일부터 13일까지 평양에서 열린 '조선공산당 서북5도 당책임자 및 열성자 대회'를 통해 친소파 공산당원을 중심으로 한 조선공산당 북조선분국을 설치했다. '분국'이라는 개념은 박헌영이 주도하는 서울의 조선공산당을 '중앙'으로 인정한다는 의미였다. 초기에는 김용범이 임시비서로 재직하다 김일성으로 교체되었다. 김일성은 1945년 9월 19일 원산시에 입항, 1945년 12월 17일 조선공산당 북조선분국 제3차 확대집행위원회에서 '분국'의 명칭을 거부하고 위원장에 추대된다.
북조선분국은 1946년 6월 22일 분국 제7차회의에서 명칭을 '북조선공산당'으로 바꾸고, 서울을 연고로 한 조선공산당으로부터 독립한다. 이 과정에서 박헌영을 따르는 국내파 공산주의자들의 반대도 있었으나, 소련군의 지원을 받는 김일성은 자신의 의도를 관철한다. 이후 같은해 8월 28일부터 8월 30일까지 연안파가 세운 조선독립동맹 계열 중심의 조선신민당과 통합하고 '북조선로동당'을 발족, 북반부의 유일한 집권당이 된다.
1946년 11월 23일, 서울의 조선공산당. 조선신민당. 조선인민당의 합당이 이루어져 남조선로동당이 결성되었으나 1949년 6월 24일 북로당에 흡수되고 6월 30일 "조선로동당"으로 명칭을 바꾸고 김일성을 위원장으로 선출하며 현재의 모습이 되었다. 조선로동당 중앙위원회는 위원장으로 김일성, 부위원장으로 박헌영, 허가이, 비서로 허가이, 리승엽, 김삼룡이 선출되었고, 중앙위원회의 정치위원회의 의장에는 김일성, 부의장에는 박헌영, 위원으로 김책, 박일우, 허가이, 리승엽, 김삼룡, 김두봉, 허헌이 선출되었다. 남북로동당의 합당 이후 서울에서 기반을 잃고 월북한 박헌영 등의 남로당계는 한국전쟁 이후에 숙청당한다.

## 조직 원칙
공산주의 국가의 행정 구조는 당 조직과 정부 조직으로 나뉘며, 당은 정책을 결정하고 사회 내 전 조직을 감시하고 동원하는 역할을 하고 정부 조직은 당 정책을 집행하는 역할을 한다. 당 조직은 거의 모든 행정 단위와 생산 단위까지 조직되어 있다.
조선로동당의 조직 원칙은 소련 공산당과 마찬가지로 레닌이 주창한 '민주주의 중앙집권제'를 따른다. 민주주의 중앙집권제는 상급 중앙당 조직이 아래에서 민주적으로 선출되는 것을 전제로 삼으나, 실제로는 한번 중앙당 조직이 결정되면 다음 선거는 중앙당이 결정하는 후보자와 선거 방식으로 시행되므로 중앙집권제가 강조된다.

## 구조

### 당 대회
당 대회는 조선로동당의 최고 지도기관이다. 당 대회에서 당 강령과 규약을 채택, 수정, 보완하며, 당 노선과 정책 및 전략, 전술의 기본 문제를 결정하고 당중앙위원회 및 당중앙 감사위원회의 선거도 실시한다. 1980년의 제6회 대회 이후 36년만인 2016년 5월 6일 당 대회가 열렸다. 당 대회는 당중앙위원회가 소집하는데, 3개월 전에 소집기일과 의정을 공고하여 당 대회를 개최한다. 당 대회의 대표자 선출은 당중앙위원회가 그 비율을 정하며 이들 대표자들도 도 당 대표회, 시(구역)·군 당 대표회에서 선출하도록 되어 있다.
당 대회에서는 의사 일정에 따라 당중앙위원회 사업총화보고를 하는데 중앙당 총비서부터 각 도, 시 책임비서들이 해당 지역의 사업총화를 보고하여 당 대회 사이에 성과와 결함을 검토하고 그 전망과 과업을 제시하며, 이 보고에 대하여 지지 및 토론을 하게 된다. 이어 당중앙 검사위원회에서 당 재정에 관한 보고를 청취한다.
현실적으로 당 대회는 당중앙위원회나 당 정치국에서 이미 결정한 중요 정책을 선언하거나 비준하는 역할에 그친다. 특히 대의원의 수가 3,220명(제6차 당 대회 당시)에 이르므로 실질적인 정책을 형성하거나 활발하게 토론하기에는 너무 규모가 크며, 그나마 1980년까지 거의 10년에 한 번꼴로 열려 효율적으로 정책 결정을 하기에 적당하지 않다. 2016년 5월, 36년만에 개최된 7차 당대회에서 김정은을 조선로동당 위원장으로 추대하였다. 또한 당 중앙위원회 위원, 당 중앙위원회 정치국 위원, 당 중앙위원회 정치국 상무위원회 위원, 당 중앙군사위원회 위원장으로도 추대되었다.
역대 당 대회
- 1946년 8월 28일 ~ 8월 30일: 북조선로동당 제1차당대회
- 1948년 3월 27일 ~ 3월 30일: 북조선로동당 제2차당대회
- 1956년 4월 23일 ~ 4월 29일: 조선로동당 제3차당대회
- 1961년 9월 11일 ~ 9월 18일: 조선로동당 제4차당대회
- 1970년 11월 2일 ~ 11월 13일: 조선로동당 제5차당대회
- 1980년 10월 10일 ~ 10월 14일: 조선로동당 제6차 대회
- 2016년 5월 6일 ~ 5월 9일: 조선로동당 제7차 대회
- 2021년 1월 5일 ~ 1월 12일: 조선로동당 제8차 대회

### 당 대표자회
당 대회는 규모가 크고 절차가 복잡하기 때문에 당 대회 사이에 긴급한 안건이 발생하면 당 중앙위원회에서 당 대표자회를 소집할 수 있다. 당 대회와 마찬가지로 당 대표자회 역시 당중앙위원회에서 대표자 선거 절차와 선출 비율을 결정한다. 당의 노선과 정책 및 전략·전술에 관한 긴급한 문제를 토의·결정하며, 자기의 임무를 수행하지 못한 당중앙위원회 위원, 후보위원, 준후보위원을 제명하고, 그 결원에 대한 보궐 선거를 실시한다.
1958년의 당 대표자회는 8월 종파 사건을 정리하는 회의였고 1966년의 당 대표자회는 미국의 베트남전 참전, 남한의 군사 정권 등장과 베트남 파병 등으로 인해 군사 긴장이 고조된 시기에 4대 군사화 노선을 다시 확인하는 회의로서 두 차례 모두 김일성 반대파를 숙청하고 독재 체제를 공고히하는 회의였다. 조선민주주의인민공화국은 2010년 9월 28일 44년만에 조선로동당 최고지도기관 선거를 위한 제3차 당 대표자회를 소집해 김정은에게 대장 칭호를 부여하는 등 3대 세습이 공식화되었다.
역대 당 대표자회
- 1958년 3월 3일 ~ 3월 6일: 조선로동당 제1차 대표자회
- 1966년 10월 5일 ~ 10월 12일: 조선로동당 제2차 대표자회
- 2010년 9월 28일: 조선로동당 제3차 대표자회
- 2012년 4월 11일: 조선로동당 제4차 대표자회

### 당 중앙위원회
당 중앙위원회는 당 대회에서 결정한 사업 형태를 구체적으로 조직화하고, 세부 기관을 통해 지도한다. 당 대회 폐회 중에 당을 대표하여 모든 당 사업을 조직하고 지도하는 것 외에 당의 재정을 관리하여 실질적인 당의 최고지도기관이 된다. 당 중앙위원회의 성원은 조선민주주의인민공화국의 공공 조직과 정부의 모든 중요 지위에 있는 인물로 구성되어 권력 엘리트 집단을 이루고 있으며, 당에서 규정한 과업을 수행하기에 당 대회보다 유리한 위치에 있다. 당 중앙위원회 전원회의에서는 중요 문제의 토의 외에 중앙위원회 정치국 및 정치국 상무 위원회, 중앙위원회 정무국과 중앙군사위원회를 조직한다. 중앙위원회 구성은 정위원, 후보위원으로 구성되며 위원 수는 당 대회에서 결정한다.
당 중앙위원회의 전원회의는 6개월에 한번 이상 소집하게 되어있으나, 1991년 이후 1년에 한 번씩만 열렸다. 필요에 따라서 당·정 기관 및 경제 기관 등의 책임일꾼들이 참가하는 확대전원회의를 열기도 한다. 김일성이 살아있을 당시에 당 중앙위원회는 국가 정책의 전반과 조직 문제를 다루는 기관이었으나, 김일성 사망 이후 그 활동이 공개적으로 나타나지 않고 있다.
하지만 김정은 시대에 접어들면서 다시금 선당중심의 운영으로 바뀌면서 강조되고 있다. 대부분의 조직이 중앙위원회 중심으로 돌아가고 있다.
자세한 조직현황은 조선로동당 중앙위원회에서 확인 가능하다.

#### 각급 당 조직
당의 중앙조직은 도(직할시) 당 조직 - 시(구역)·군 당 조직 - 초급 당 조직 - 당 세포에 의해 조선민주주의인민공화국 인민 최소 단위까지 분포한다. 도(직할시) 당 대표회는 도 당 조직의 최고지도기관으로서 3년 1회 도 당위원회가 소집하도록 되어 있다.
도 당 대표회에서는 집행기관인 도 당위원회와 도 당 검사위원회를 선출하고 선출된 도 당위원회는 당 중앙위원회처럼 도 당위원회 책임비서 및 비서를 건출하여 비서처를 조직한다.

##### 직속 기관
그외 조선로동당출판사, 로동신문사, 김일성고급당학교, 당 역사연구소가 당 중앙위원회에 소속되어 있다.

### 중앙군사위원회
당규약에 당의 군사정책을 관철하기 위한 대책을 토의결정하며 인민군대를 비롯한 전체 무장력을 강화하고 군수생산을 발전시키기 위한 사업을 조직지도하며 조선민주주의인민공화국의 무력을 통솔한다고 규정되어 있다.
- 위원장: 김정은
- 부위원장: 리병철
- 위원: 조용원, 오일정, 김조국, 강순남, 오수용, 박정천, 권영진, 김정관, 정경택, 리영길, 림광일[23]

### 중앙검사위원회
당규약 제29조에 의해 당의 재정·경리사업을 검사하는 권한을 갖고 있으며, 당규약 제21조에 의해 위원은 당대회에서 선거하도록 규정되어 있다.
- 위원장: 정상학
- 부위원장: 박태덕, 리히용
- 위원: 리경철, 박광식, 박광웅, 전태수, 정인철, 김성철, 장기호, 강윤석, 우상철, 장광봉, 김광철, 오동일[23]

## 역대 지도부
| 대수 | 역대 대표 | 직함       | 임기                               | 비고                  |
| ---- | --------- | ---------- | ---------------------------------- | --------------------- |
| 1    | 김두봉    | 중앙위원장 | 1946년 8월 28일 ~ 1948년 3월 27일  | 조선신민당 주석       |
| 2    | 김일성    | 중앙위원장 | 1948년 3월 27일 ~ 1949년 6월 30일  | 북조선공산당 책임비서 |
| 3    | 김일성    | 중앙위원장 | 1949년 6월 30일 ~ 1956년 6월 23일  | 남조선로동당과 합당   |
| 4    | 김일성    | 중앙위원장 | 1956년 4월 23일 ~ 1961년 9월 11일  |                       |
| 5    | 김일성    | 중앙위원장 | 1961년 9월 11일 ~ 1966년 10월 5일  |                       |
| 6    | 김일성    | 총비서     | 1966년 10월 5일 ~ 1970년 11월 2일  |                       |
| 7    | 김일성    | 총비서     | 1970년 11월 2일 ~ 1980년 10월 10일 |                       |
| 8    | 김일성    | 총비서     | 1980년 10월 10일 ~ 1994년 7월 8일  | 사망                  |
| 9    | 김정일    | 총비서     | 1997년 7월 8일 ~ 2010년 9월 28일   | 김일성 장남           |
| 10   | 김정일    | 총비서     | 2010년 9월 28일 ~ 2011년 12월 17일 | 사망                  |
| 11   | 김정은    | 제1비서    | 2012년 4월 11일 ~ 2016년 5월 9일   | 김정일 3남            |
| 12   | 김정은    | 위원장     | 2016년 5월 9일 ~ 2021년 1월 9일    |                       |
| 13   | 김정은    | 총비서     | 2016년 1월 10일 ~                  |                       |

## 역대 선거 결과
| 실시년도 | 선거                            | 국회정원 | 당선자 현황 | 의석비율 |
| -------- | ------------------------------- | -------- | ----------- | -------- |
| 1948년   | 제1기 최고인민회의 대의원 선거  | 572      | 157         | 27.4%    |
| 1957년   | 제2기 최고인민회의 대의원 선거  | 215      | 178         | 82.8%    |
| 1962년   | 제3기 최고인민회의 대의원 선거  | 383      | 371         | 96.9%    |
| 1967년   | 제4기 최고인민회의 대의원 선거  | 457      | 288         | 63%      |
| 1972년   | 제5기 최고인민회의 대의원 선거  | 541      | 127         | 23.5%    |
| 1990년   | 제9기 최고인민회의 대의원 선거  | 687      | 601         | 87.5%    |
| 1998년   | 제10기 최고인민회의 대의원 선거 | 687      | 594         | 86.5%    |
| 2009년   | 제12기 최고인민회의 대의원 선거 | 687      | 606         | 88.2%    |
| 2014년   | 제13기 최고인민회의 대의원 선거 | 687      | 607         | 88.3%    |
| 2019년   | 제14기 최고인민회의 대의원 선거 | 687      | 607         | 88.3%    |

## 상징
조선로동당의 마크는 망치와 낫, 붓이다. 망치는 혁명의 로동 계급인 로동자를, 낫은 농민을, 붓은 지식인, 조선로동당 당원을 뜻한다.

## 같이 보기
- 조선민주주의인민공화국
- 김일성
- 조선민주주의인민공화국사회주의헌법
- 남조선로동당

## 참고자료
- 권오윤, 《현실 사회주의 북한》, 서울:청목출판사, 2007년, ISBN 978-89-5565-221-5
- 이종석 (1997). 《조선로동당연구》. 서울: 역사비평사. ISBN 978-89-7696-106-8.